# Jednostka regionalna Tinos
Jednostka regionalna Tinos (nwgr.: Περιφερειακή ενότητα Τήνου) – jednostka administracyjna Grecji w regionie Wyspy Egejskie Południowe. Powołana do życia 1 stycznia 2011 w wyniku przyjęcia nowego podziału administracyjnego kraju. W 2021 roku liczyła 8,6 tys. mieszkańców.
W skład jednostki wchodzi tylko jedna gmina: Tinos.